# Oskar Rümmele
Oskar Rümmele (* 6. Mai 1890 in Hausen im Wiesental; † 29. Juni 1975 in Waldkirch) war ein deutscher Gewerkschafter und Politiker (CDU).

## Leben und Beruf
Nach dem Schulbesuch arbeitete Rümmele seit 1912 als Verbandssekretär bei den Evangelischen Arbeiter- und Volksvereinen in Baden. Von 1914 bis 1918 nahm er als Soldat am Ersten Weltkrieg teil. Er war 1919/20 Geschäftsführer der Christlichen Gewerkschaften in Ulm, von 1920 bis 1924 Vorsitzender des Badischen Eisenbahner-Verbandes und von 1924 bis 1933 Vorsitzender der christlichen Gewerkschaft deutscher Eisenbahner e. V. (GdE) sowie des Gesamtverbandes Deutscher Verkehrs- und Staatsbediensteter in Berlin.
Nach der Machtübernahme der Nationalsozialisten verlor Rümmele 1935 aus politischen Gründen seinen Arbeitsplatz und arbeitete dann als selbständiger Kaufmann im Beherbergungsgewerbe. Er wurde zeitweise aus politischen Gründen von NS-Sicherheitsbehörden beobachtet.

## Parteimitgliedschaft und Abgeordnetentätigkeit
Rümmele trat zum 1. Mai 1933 in die NSDAP ein (Mitgliedsnummer 2.768.091). Nach dem Zweiten Weltkrieg war er Mitbegründer der CDU in Hinterzarten. Ab 1948 war Rümmele Bezirksleiter der Gewerkschaft der Eisenbahner Deutschlands in Karlsruhe. Rümmele gehörte dem Deutschen Bundestag seit dessen erster Wahl von 1949 bis 1957 an. Er vertrat als direkt gewählter Abgeordneter den Wahlkreis Offenburg im Parlament. In der ersten Legislaturperiode war er stellvertretender Vorsitzender des Bundestagsausschusses für Verkehrswesen und in der zweiten (1953 bis 1957) dessen Vorsitzender. In dieser Funktion setzte er 1957 gegen heftigen politischen Widerstand die innerörtliche Geschwindigkeitsbegrenzung von 50 km/h durch, wonach die Zahl der im innerörtlichen Straßenverkehr Getöteten sank. Es gelang ihm nicht, ein Tempolimit auf Autobahnen durchzusetzen.

## Öffentliche Ämter
Rümmele war von 1948 bis 1951 Bürgermeister der Gemeinde Hinterzarten.